# Mount Bridger
Mount Bridger är ett berg i Antarktis. Det ligger i Östantarktis. Nya Zeeland gör anspråk på området. Toppen på Mount Bridger är 2 295 meter över havet, eller 285 meter över den omgivande terrängen. Bredden vid basen är 7,6 km.
Terrängen runt Mount Bridger är kuperad söderut, men norrut är den bergig. Trakten är obefolkad. Det finns inga samhällen i närheten. 